# Laevicephalus bocanus
Laevicephalus bocanus är en insektsart som beskrevs av Paul W. Oman 1934. Laevicephalus bocanus ingår i släktet Laevicephalus och familjen dvärgstritar. Inga underarter finns listade i Catalogue of Life.